# La Salle-les-Alpes
La Salle-les-Alpes (in occitano La Sala los Aups) è un comune francese di 961 abitanti situato nel dipartimento delle Alte Alpi della regione della Provenza-Alpi-Costa Azzurra. La Salle-les-Alpes si trova a monte di Briançon nella valle della Guisane.

## Società

### Evoluzione demografica
Abitanti censiti